# Peter Malota
Pjetër Malota Lulgjuraj (ur. 28 sierpnia 1958 w Lofka w Malësia e Madhe) – albański aktor, kaskader i instruktor wschodnich sztuk walki.

## Życiorys
Urodził się w małej wsi w północnej Albanii, jako syn Gjona Maloty. Uciekł z kraju w latach 70. XX w., po czym zamieszkał w USA. Jego umiejętności w zakresie wschodnich sztuk walki po raz pierwszy mógł zaprezentować w swoim debiucie filmowym w 1985 roku, w którym zagrał członka ulicznego gangu. W 1990 rozpoczął współpracę z Jean-Claude’em Van Damme’em. Razem z nim zagrał w trzech filmach. Był także choreografem, przygotowując sceny sztuk walki do 25 filmów, w kilku filmach wystąpił jako kaskader.
Specjalizuje się w taekwondo. Prowadzi szkołę sztuk walki Malota's Martial Arts Studio w amerykańskim Detroit.

## Filmografia
- 1985: Crime Killer jako Imbrochim
- 1985: Los Angeles Streetfighter
- 1991: Double Impact jako ochroniarz
- 1994: Nowhere to Run jako więzień
- 1996: The Quest jako zawodnik hiszpański
- 2001: The Order jako Amnon
- 2009: The Butterfly Effect 3: Revelations jako zamachowiec w parku